# Antiguo Morelos (municipalité)
La municipalité d'Antiguo Morelos est l'une des 43 municipalités de l'État de Tamaulipas, et est située dans la partie sud de cet État. Située à l'ouest du golfe du Mexique, elle appartient au bassin versant du fleuve Río Pánuco. Elle est limitrophe au sud de l'État de San Luis Potosí. Son chef-lieu est la ville d'Antiguo Morelos. Elle dépend de la région Mante, qui est une des 6 subdivisions administratives de l'État de Tamaulipas.

## Géographie
La municipalité d'Antiguo Morelos s'étend du nord au sud sur le flanc oriental de la chaîne de montagnes de la Sierra de Cucharas, annonçant la chaîne plus vaste de Sierra Madre orientale, plus à l'ouest. Son relief oscille entre 50 et 500 mètres. Son chef-lieu, la ville éponyme d'Antiguo Morelos, se trouve dans la partie centrale de son territoire. Ce territoire couvre une superficie de 561,30 km2, et était peuplé en 2020 de 8 850 habitants.
Cette municipalité fait partie de la région Mante, qui est une des 6 subdivisions administratives de l'État de Tamaulipas, et regroupe les municipalités de Nuevo Morelos, Antiguo Morelos, El Mante, Xicoténcatl, Ocampo et Gómez Farías.
Elle est limitrophe au nord-ouest de celle d'Ocampo, à l'ouest de celle de Nuevo Morelos, au sud, dans l'État de San Luis Potosí, de celle de Ciudad Valles, et à l'est, à nouveau dans l'État de Tamaulipas, de celle d'El Mante.

## Composition et démographie
La municipalité était composée en 2010 de 172 localités.
| Localité                              | Population |
| ------------------------------------- | ---------- |
| Antiguo Morelos                       | 3 042      |
| Fortines y Emiliano Zapata (Fortines) | 1 372      |
| Mexico Libre                          | 650        |
| Praxedis Guerrero (El Pachón)         | 482        |

En plus de l'espagnol, plusieurs langues amérindiennes sont parlées dans la municipalité, dont les principales sont par ordre d'importance : le huastèque et le nahuatl.

## Histoire
Dans le cadre du mouvement de colonisation de la nouvelle province de Nouvelle-Santander par José de Escandón entre 1748 et 1755, une congrégation est fondée en 1751, qui prend le nom de Santa Barbara.
Sur ce même site de Santa Barbara est fondée une ville en 1821, qui prend le nom de Baltazar. Elle est rebaptisée Villa Morelos en 1828, en l'honneur de chef indépendantiste José María Morelos.
Lors de la fondation de la ville voisine de Nuevo Morelos, Villa Morelos prend le nom d'Antiguo Morelos.